# The WB

Logo The WB (2012)

The WB (celým názvem The WB Television Network) byla americká televizní stanice. Její provoz byl zahájen 11. ledna 1995, fungovala formou joint venture mezi Warner Bros. Entertainment (divize koncernu Time Warner) a společností Tribune Broadcasting (součást koncernu Tribune Company). Zaměřena byla především na teenagery a dospívající diváky, o víkendech byl přes den vysílán dětský blok. Stanice The WB ukončila svůj provoz 17. září 2006, přičemž některé programy byly přesunuty na nově vzniklou stanici The CW, která byla zřízena jako joint venture mezi společnostmi CBS Corporation a Time Warner.
V letech 2008–2013 použila společnost Time Warner značku The WB pro internetovou televizi, přístupnou pouze z USA, která umožňovala divákům sledovat jak pořady původní stanice The WB, tak i další díla.